# Зона Джанакпур
Джанакпур е една от 14-те зони на Непал. Зоната е с население от 2 557 004 жители (2001 г.), а площта ѝ е 9669 кв. км. Дхавалагири е разделена административно на 4 области. Намира се в часова зона UTC+5:45.